# رادکوف (ناحیه ییهلاوا)
رادکوف (به چکی: Radkov) یک منطقهٔ مسکونی در جمهوری چک است که در ناحیه ییهلاوا واقع شده‌است. رادکوف ۶٫۲۹ کیلومتر مربع مساحت و ۲۴۶ نفر جمعیت دارد و ۴۸۸ متر بالاتر از سطح دریا واقع شده‌است.